# Balaenognathus

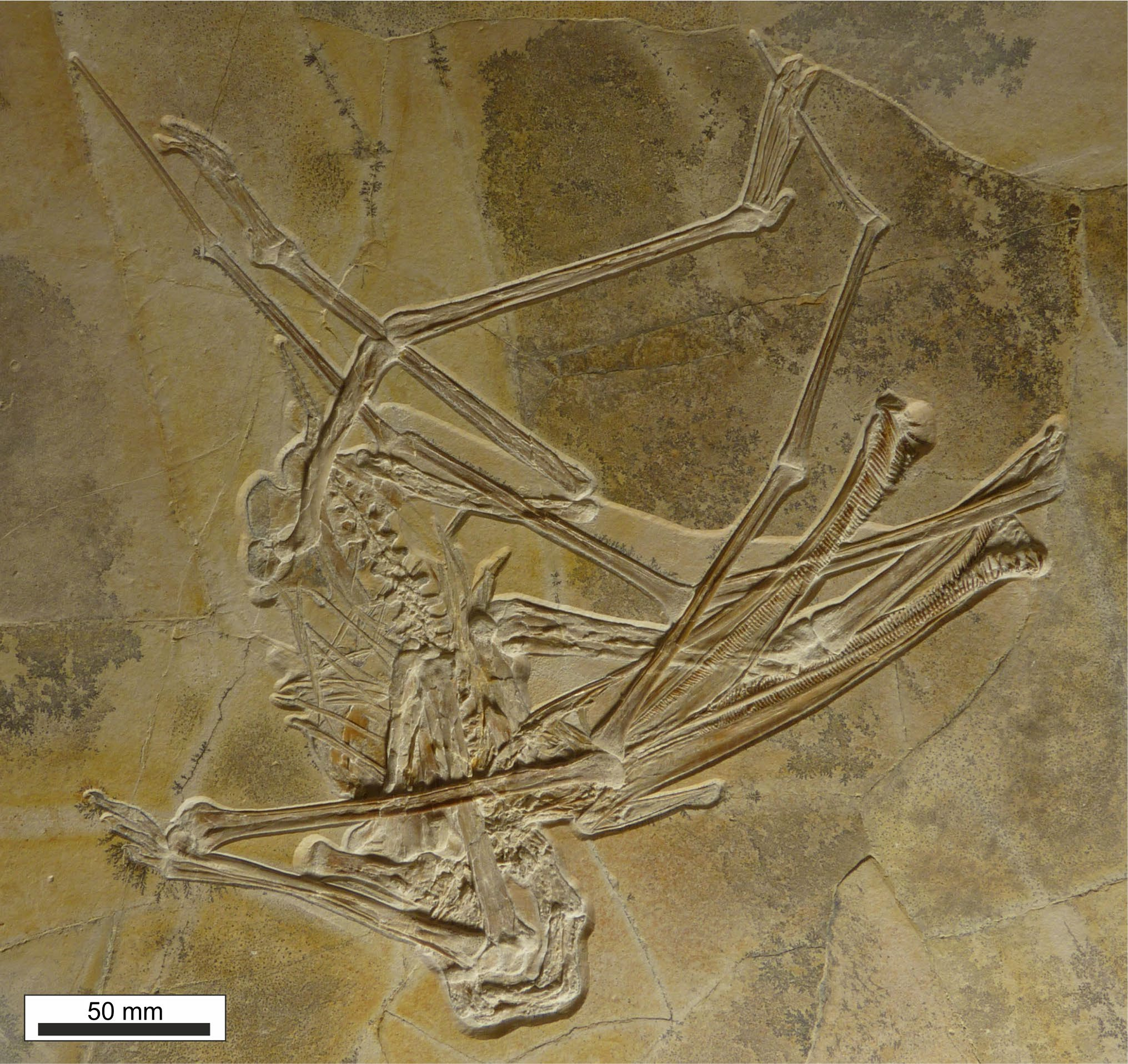
Het holotype van Balaeognathus

Balaenognathus is een geslacht van uitgestorven pterosauriërs, behorende tot de Pterodactyloidea, dat tijdens het Laat-Jura leefde in het gebied van het huidige Duitsland. De enige benoemde soort is Balaenognathus maeuseri.

## Vondst en naamgeving
September 2011 zag Markus Popp in de groeve van Andreas Schorr GmbH & Co. KG, Dolomit- und Kalkwerk bij Wattendorf, op zoek naar fossielen van Crocodylomorpha, op de achterzijde van een steenblok een hand van een pterosauriër. Op andere blokken van de puinhoop werd de rest van het skelet aangetroffen. Directeur Helmut Schorr stond toe dat het stuk bestudeerd werd. Het werd geprepareerd door Pino Völkl-Costantini en Paul Völkl.

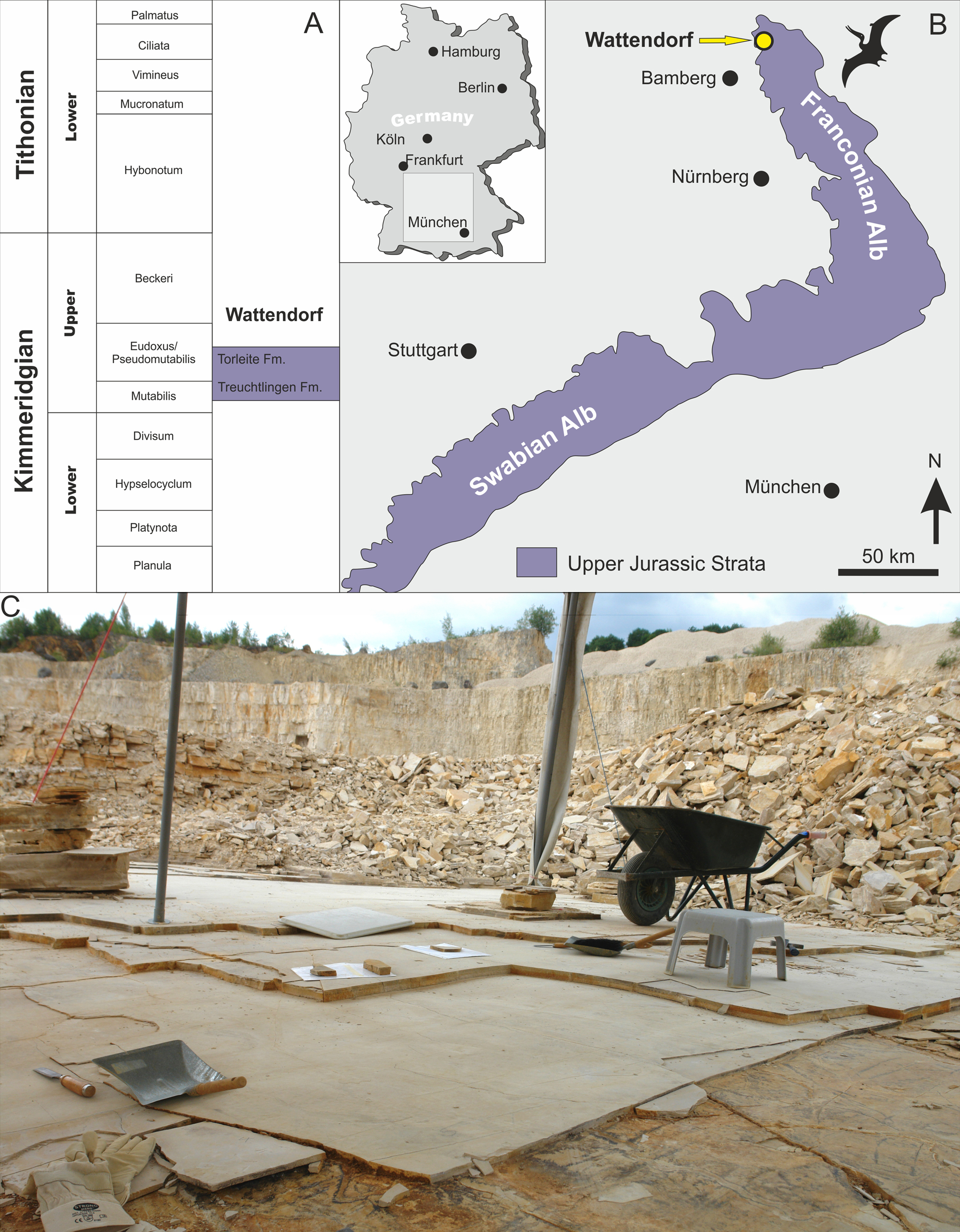
Vindplaats

In 2023 benoemden en beschreven David Michael Martill, Eberhard Frey, Helmut Tischlinger, Matthias Mäuser, Héctor E. Rivera‑Sylva en Steven U. Vidovic de typesoort Balaenognathus maeuseri. De geslachtsnaam is afgeleid van die van Balaena mysticetus, de Groenlandse walvis en verbindt die met het Grieks gnathos, 'kaak', bij elkaar een verwijzing naar het functioneren van het gebit als de baleinen van baleinwalvissen. De soortaanduiding verwijst naar Matthias Mäuser, die de contacten met Schorr onderhield en overleed toen het artikel geschreven werd.
Het holotype NKMB P2011-633 is gevonden in een laag van de Torleiteformatie die dateert uit het Tithonien-Kimmeridgien. Het bestaat uit een vrijwel volledig skelet met schedel, platgedrukt op een enkele plaat. Alleen de eerste drie vingers van de linkerhand en een stuk linkerdarmbeen ontbreken. Het skelet ligt grotendeels in verband. Een klein gedeelte van het vleugelmembraan is bewaard gebleven. Het fossiel maakt deel uit van de collectie van het Naturkunde-Museum Bamberg.

## Beschrijving

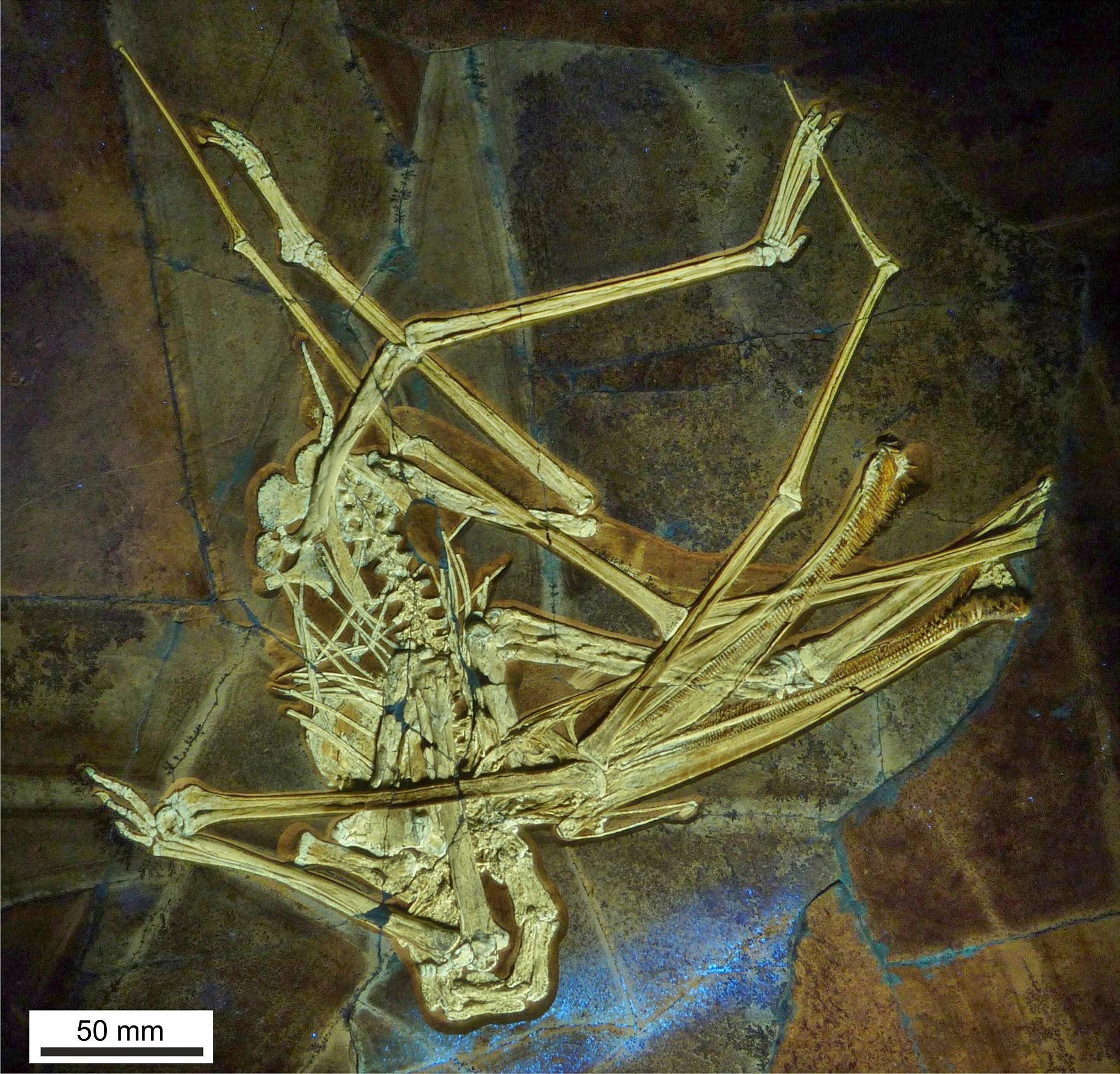
Een ultravioletlichtopname van het fossiel

### Grootte en onderscheidende kenmerken
Balaeognathus heeft een geschatte spanwijdte van ongeveer 117 centimeter.
Verschillende onderscheidende kenmerken werden vastgesteld. Twee daarvan zijn autapomorfieën. Het uiteinde van de kaken vormt een driehoekig spatelvormig plateau dat tanden op de voorrand mist. De tanden zijn lang en slank met een haak op het spits. Daarnaast is er een unieke combinatie van proporties die op zich altijd ergens in de Ctenochasmatidae aan te treffen zijn.

### Skelet

#### Schedel
De schedel heeft een langgerekte snuit, ongeveer vijfmaal langer dan het gedeelte achter de oogkas. Snuit en onderkaken zijn naar boven gebogen, de bovenkaken wat meer zodat er in het vijfde deel vooraan een verticale gaping ontstaat. Vooraan vormen de praemaxillae een sterk verwijde spatelvorm die recht afgeschuind is. Ze lopen ver naar achteren door tot boven de oogkassen. De opening van de fenestra nasoantorbitalis beslaat de helft van de lengte van de snuit. Het achterhoofd maakt een hoek van 100° met het achterste schedeldak. De oogkas is driehoekig afgerond. 

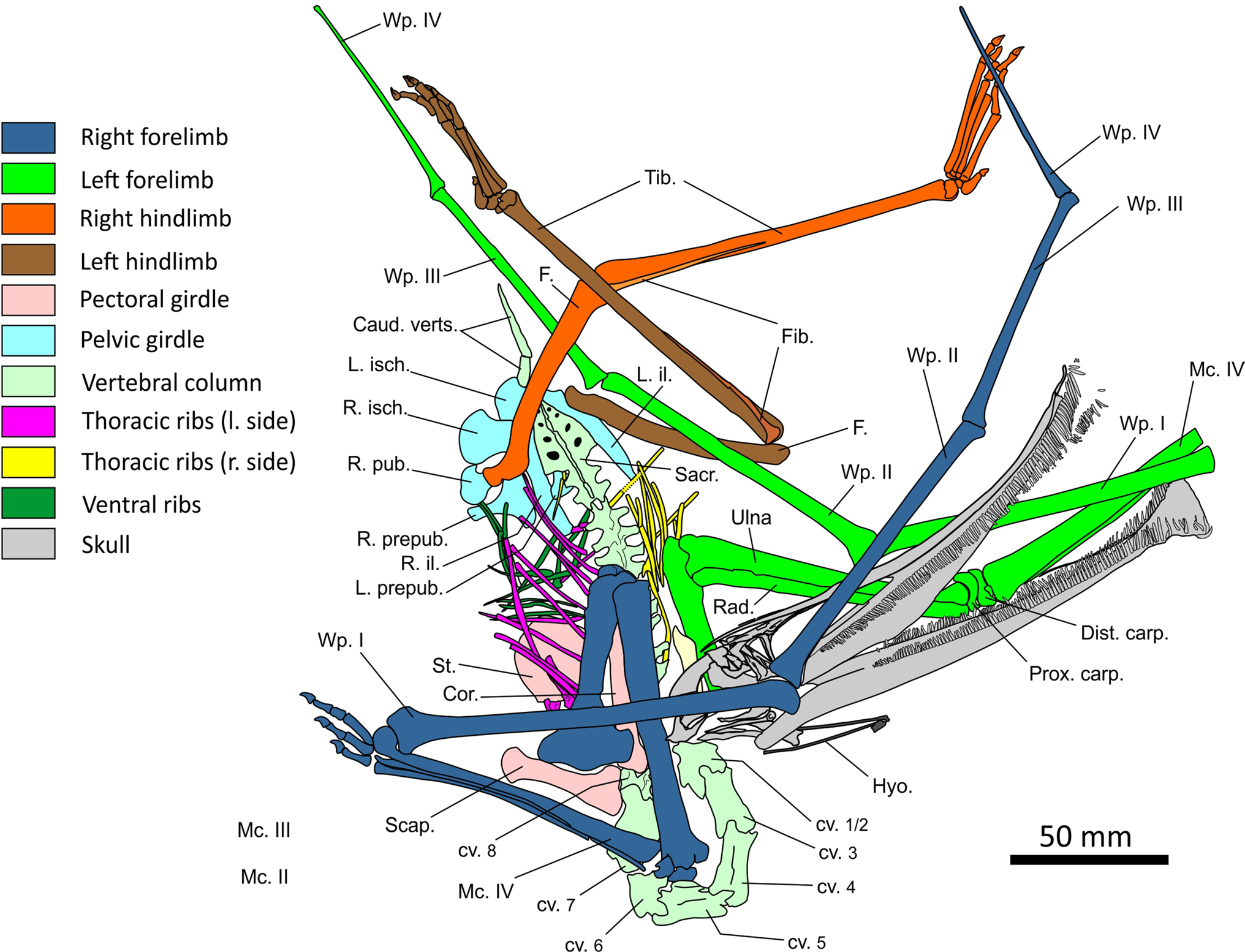
Diagram van het holotype

Ook de gepaarde onderkaken zijn vooraan spatelvormig verbreed. Achteraan heeft de onderkaak een rechthoekig retroarticulair uitsteeksel om de muil te openen dat opvallend lang is. Iedere bovenkaak draagt 130 langwerpige tanden met een stomp uiteinde. Wellicht staan zestien daarvan in de praemaxilla. Ieder dentarium van onderkaak draagt 110 tanden wat een totaal van 480 tanden oplevert voor de kop als geheel. Het uiteinde van iedere tand eindigt in een klein haakje dat ingesnoerd is door een nek, wat uniek is voor de Pterosauria als geheel. De voorste tanden zijn langer, de gaping sluitende. Het gebit van de bovenkaken en onderkaken grijpt in elkaar. Omdat de spatel vooraan geen tanden draagt ontstaat daar een afgeronde rechthoekige opening. De tanden variëren in clusters van tien tot dertien in hoogte zodat een soort golven ontstaan. De top van zo'n golf sluit aan bij het dal in de verticaal tegenovergelegen kaak. De tanden zijn gebandeerd wat het gevolg kan zijn van microschade en oxidatie van organisch materiaal die tijdens het leven opgelopen is door de occlusie.

#### Postcrania

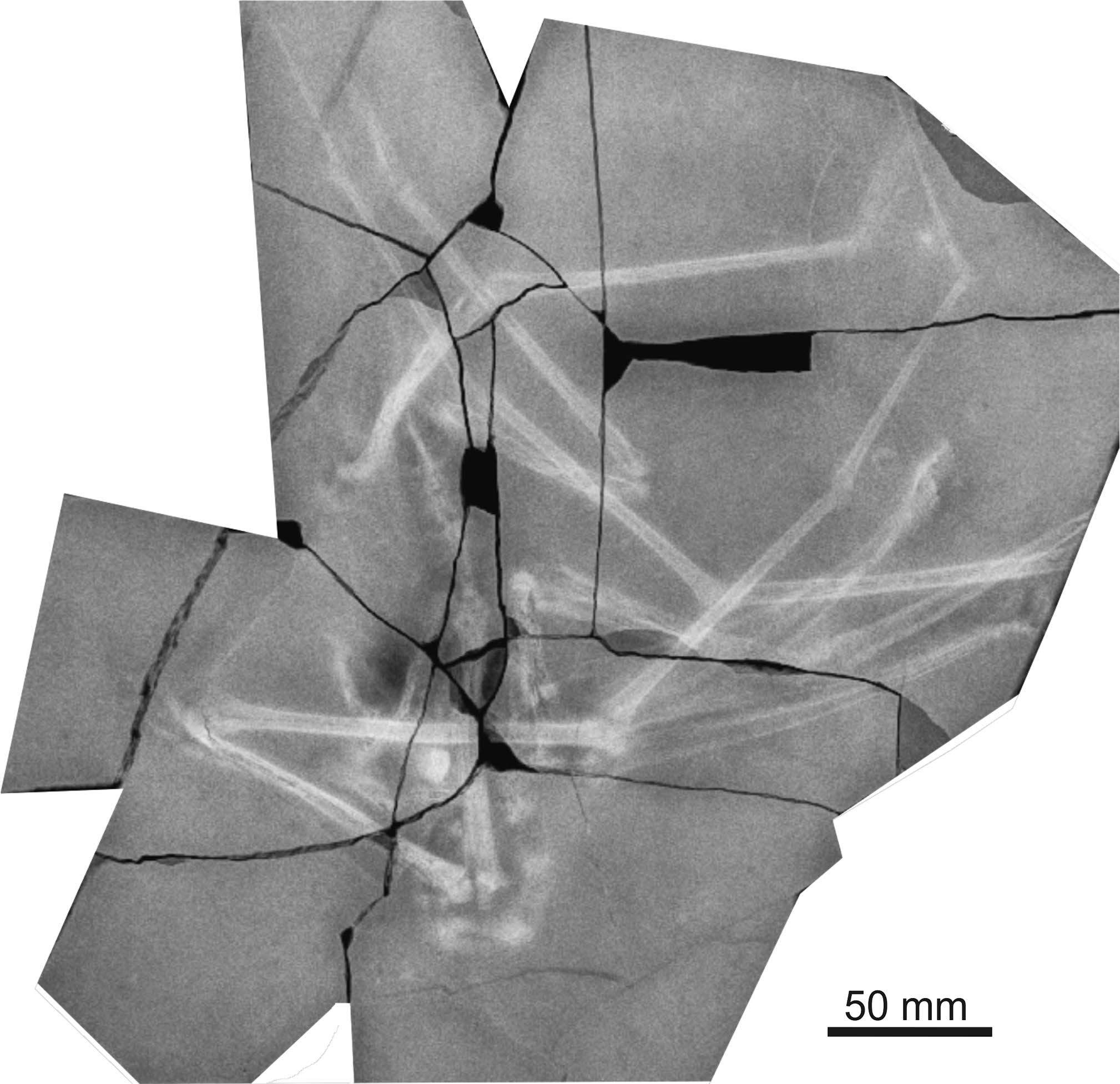
Röntgenfoto

Op de nek zijn de doornuitsteeksels laag. De wervelbogen dragen een massieve horizontale richel. Er zijn minstens vijf en misschien zeven sacrale wervels. Er zijn twaalf of dertien staartwervels.
Het borstbeen vormt een afgeronde vijfhoek. De pteroïden lijken geheel te ontbreken, wellicht omdat ze niet verbeend waren. Dat zou uniek zijn voor de Pterosauria. Het vierde middenhandsbeen is erg lang. In de vleugelvinger is het eerste kootje opvallend lang. De vijfde teen is rudimentair.

## Fylogenie
Balaenognathus werd in de Ctenochasmatidae als zustersoort van een klade gevormd door Aurorazhdarcho, Gladocephaloideus, Feilongus, Moganopterus en Lonchodectes. 
Het volgende kladogram toont de evolutionaire stamboom zoals gevonden in het beschrijvende artikel.
|  | Gladocephaloideus                                                                         |
|  |                                                                                           |
|  | \| \| Feilongus \| \| \| \| \| \| Moganopterus \| \| \| \| \| \| Lonchodectes \| \| \| \| |
|  |                                                                                           |
|  | Feilongus                                                                                 |
|  |                                                                                           |
|  | Moganopterus                                                                              |
|  |                                                                                           |
|  | Lonchodectes                                                                              |
|  |                                                                                           |

|  | Feilongus    |
|  |              |
|  | Moganopterus |
|  |              |
|  | Lonchodectes |
|  |              |

|  | Gladocephaloideus                                                                         |
|  |                                                                                           |
|  | \| \| Feilongus \| \| \| \| \| \| Moganopterus \| \| \| \| \| \| Lonchodectes \| \| \| \| |
|  |                                                                                           |
|  | Feilongus                                                                                 |
|  |                                                                                           |
|  | Moganopterus                                                                              |
|  |                                                                                           |
|  | Lonchodectes                                                                              |
|  |                                                                                           |

|  | Feilongus    |
|  |              |
|  | Moganopterus |
|  |              |
|  | Lonchodectes |
|  |              |

|  | Gladocephaloideus                                                                         |
|  |                                                                                           |
|  | \| \| Feilongus \| \| \| \| \| \| Moganopterus \| \| \| \| \| \| Lonchodectes \| \| \| \| |
|  |                                                                                           |
|  | Feilongus                                                                                 |
|  |                                                                                           |
|  | Moganopterus                                                                              |
|  |                                                                                           |
|  | Lonchodectes                                                                              |
|  |                                                                                           |

|  | Feilongus    |
|  |              |
|  | Moganopterus |
|  |              |
|  | Lonchodectes |
|  |              |

|  | Gladocephaloideus                                                                         |
|  |                                                                                           |
|  | \| \| Feilongus \| \| \| \| \| \| Moganopterus \| \| \| \| \| \| Lonchodectes \| \| \| \| |
|  |                                                                                           |
|  | Feilongus                                                                                 |
|  |                                                                                           |
|  | Moganopterus                                                                              |
|  |                                                                                           |
|  | Lonchodectes                                                                              |
|  |                                                                                           |

|  | Feilongus    |
|  |              |
|  | Moganopterus |
|  |              |
|  | Lonchodectes |
|  |              |

|  | Gladocephaloideus                                                                         |
|  |                                                                                           |
|  | \| \| Feilongus \| \| \| \| \| \| Moganopterus \| \| \| \| \| \| Lonchodectes \| \| \| \| |
|  |                                                                                           |
|  | Feilongus                                                                                 |
|  |                                                                                           |
|  | Moganopterus                                                                              |
|  |                                                                                           |
|  | Lonchodectes                                                                              |
|  |                                                                                           |

|  | Feilongus    |
|  |              |
|  | Moganopterus |
|  |              |
|  | Lonchodectes |
|  |              |

|  | Gladocephaloideus                                                                         |
|  |                                                                                           |
|  | \| \| Feilongus \| \| \| \| \| \| Moganopterus \| \| \| \| \| \| Lonchodectes \| \| \| \| |
|  |                                                                                           |
|  | Feilongus                                                                                 |
|  |                                                                                           |
|  | Moganopterus                                                                              |
|  |                                                                                           |
|  | Lonchodectes                                                                              |
|  |                                                                                           |

|  | Feilongus    |
|  |              |
|  | Moganopterus |
|  |              |
|  | Lonchodectes |
|  |              |

|  | Gladocephaloideus                                                                         |
|  |                                                                                           |
|  | \| \| Feilongus \| \| \| \| \| \| Moganopterus \| \| \| \| \| \| Lonchodectes \| \| \| \| |
|  |                                                                                           |
|  | Feilongus                                                                                 |
|  |                                                                                           |
|  | Moganopterus                                                                              |
|  |                                                                                           |
|  | Lonchodectes                                                                              |
|  |                                                                                           |

|  | Feilongus    |
|  |              |
|  | Moganopterus |
|  |              |
|  | Lonchodectes |
|  |              |

|  | Gladocephaloideus                                                                         |
|  |                                                                                           |
|  | \| \| Feilongus \| \| \| \| \| \| Moganopterus \| \| \| \| \| \| Lonchodectes \| \| \| \| |
|  |                                                                                           |
|  | Feilongus                                                                                 |
|  |                                                                                           |
|  | Moganopterus                                                                              |
|  |                                                                                           |
|  | Lonchodectes                                                                              |
|  |                                                                                           |

|  | Feilongus    |
|  |              |
|  | Moganopterus |
|  |              |
|  | Lonchodectes |
|  |              |

## Levenswijze

Balaeognathus filterde voedsel uit het water maar het is onzeker op welke wijze

Balaenognathus is een filter feeder die met zijn tanden voedsel uit het water zeefde, net als zijn verwanten in de Ctenochasmatidae. Ieder van die soorten had een iets verschillende vorm van de tandzeef. In dit geval is de bouw nogal afwijkend. Vooraan ontbreekt de rosette die verwante soorten kenmerkt maar bevindt zich in plaats daarvan een opening. De muil kan niet geheel gesloten worden doordat de tandhaakjes en de kromming een volledige occlusie voorkomen. Het retroarticulair uitsteeksel is opvallend lang.
De beschrijvers namen aan dat Balaenognathus water binnenliet via de voorste opening. De waterstroom werd daarop gespleten door de kiel op de middenlijn van het verhemelte. Daarna werd het water door de tanden aan beide zijden naar buiten geperst zodat het voedsel eruit gefilterd kon worden.
Ze onderkenden dat er drie methoden waren om de waterstroom op gang te brengen en houden. Om te beginnen is er de mogelijkheid van active ram feeding, wat erop neerkomt dat de kop naar voren wordt bewogen door het water. Dat vliegend te doen leek ze onmogelijk omdat daarvoor de waterweerstand te hoog zou zijn. Naar voren lopen was een optie maar was onwaarschijnlijk gezien de korte nek. In ieder geval moet de kop licht ondergedompeld onder een hoek van 30° met het wateroppervlak gehouden worden.
Een tweede methode was passive supsension feeding. De kop werd dan stil gehouden in de richting van een natuurlijke stroom van het water die het daarin zwevende voedsel in de opening spoelde. In dit geval moest het water nogal voedselrijk zijn en het dier zou afhankelijk zijn van stromend water van een geschikte snelheid. Dat moest dan ook een geschikte diepte hebben want de pterosauriër moest dan in de stroom gaan staan.
Een derde methode onderving zulke bezwaren: gular pumping. De musculus depressor mandibulae opende dan de muil met het retroarticulair uitsteeksel als hefboom. Dit zoog het water vooraan naar binnen. Als de muil gesloten werd kon het voedsel gewonnen worden. De door hun lengte vermoedelijk wat buigzame tanden verzekerden een goede aansluiting van de kaken. Hun kromming echter zou vooraan tot vrij veel waterverlies hebben veroorzaakt. Dat zou gecompenseerd kunnen zijn door extra slokvermogen door een verticale neerwaartse beweging van het krachtige tongapparaat. Een opwaartse beweging zou het uitpersen weer versterkt hebben. Bij deze methode kon de kop geheel onder water zijn gehouden.